# Edith Mukuvilani
Edith Wisah Mukuvilani est une joueuse kényane de volley-ball née le 20 juillet 1994.

## Biographie
Elle fait partie de l'équipe du Kenya féminine de volley-ball.
Elle participe au Championnat du monde féminin de volley-ball 2010 ainsi qu'au championnat du monde 2018,.
Elle remporte la médaille d'or des Jeux africains de 2019.

## Clubs
- 2017-2018  Kenya Prisons

## Palmarès

### En sélection
- Médaille d'or des Jeux africains de 2019
- Médaille de bronze des Jeux africains de 2023